# Radioinactive
Kamal Humphrey de Iruretagoyena, más conocido por su nombre artístico Radioinactive, es un artista estadounidense de hip hop de Los Ángeles, California. Es miembro de The Shape Shifters. Fue miembro de Log Cabin junto con Eligh, Murs y Scarub. Ha lanzado varios álbumes en solitario, además de colaborar con artistas como Busdriver, Daedelus y Antimc.

## Vida y carrera
Radioinactive lanzó el primer álbum en solitario, Pyramidi, bajo el sello Mush Records en 2001. The Weather, su álbum colaborativo con el rapero Busdriver y el productor Daedelus, fue lanzado por el sello en 2003.
En 2004, lanzó un álbum colaborativo con el productor Antimc, titulado Free Kamal, en el sello Mush Records. Josh Drimmer de Dusted Magazine dijo: "Inteligente y divertido, es un buen disco para escuchar con un vaso de limonada fría. Y un diccionario".
Su segundo álbum en solitario, Soundtrack to a Book, fue lanzado por el sello Stranger Touch Records en 2006. Mason Jones de Dusted Magazine lo describió como "un excelente mini-álbum, quizás el mejor hasta ahora de Radioinactive". Lanzó el tercer álbum en solitario, The Akashic Record, con el sello Flying Carpet Studios en 2012.

## Discografía
- 2001: Pyramidi
- 2003: The Weather
- 2004: Free Kamal
- 2006: Soundtrack to a Book
- 2012: The Akashic Record
- 2014: Hip-Hop Helmet